# Marvin Benjamins
Marvin Benjamins (* 25. September 2002) ist ein deutscher Fußballspieler.

## Karriere
Benjamins begann mit dem Fußballspielen bei der SG Coesfeld 06 und wechselte dann zu Preußen Münster, wo er ab der U-14 dort alle Jugendmannschaften durchlief. Für seinen Verein kam er zu 24 Spielen in der B-Junioren-Bundesliga und 15 Spielen in der A-Junioren-Bundesliga. Im Sommer 2021 wurde er in den Kader der zweiten Mannschaft in der Oberliga Westfalen aufgenommen. Nachdem er bereits im Herbst 2021 zu ersten Nominierungen im Spieltagskader der ersten Mannschaft in der Regionalliga West gekommen war, debütierte er im Februar 2023 in der ersten Mannschaft beim Auswärtssieg gegen die zweite Mannschaft von Borussia Mönchengladbach. Mit seinem Verein wurde er am Ende der Saison 2022/23 Meister und stieg in die 3. Liga auf. Dort kam er auch zu seinem ersten Einsatz im Profibereich, als er am 16. Dezember 2023, dem 19. Spieltag, bei der 2:3-Auswärtsniederlage gegen die SpVgg Unterhaching in der 83. Spielminute für Yassine Bouchama eingewechselt wurde.
Ende Januar 2024 vereinbarte der Nord-Regionalligist SV Meppen eine Leihe Benjamins' bis zum Saisonende im Sommer. Zeitweise stand er als Stammspieler auf dem Spielfeld, bei der 3:4-Heimniederlage gegen die Reservemannschaft des FC St. Pauli erzielte er in der 87. Spielminute mit dem Treffer zum 2:3-Zwischenstand sein einziges Tor im Ligabetrieb für die Emsländer. Zur Saison 2024/25 wurde Benjamins an den Regionalligisten SV Rödinghausen verliehen.

## Erfolge
- Meister der Regionalliga West und Aufstieg in die 3. Liga: 2023